# 埃爾梅內克

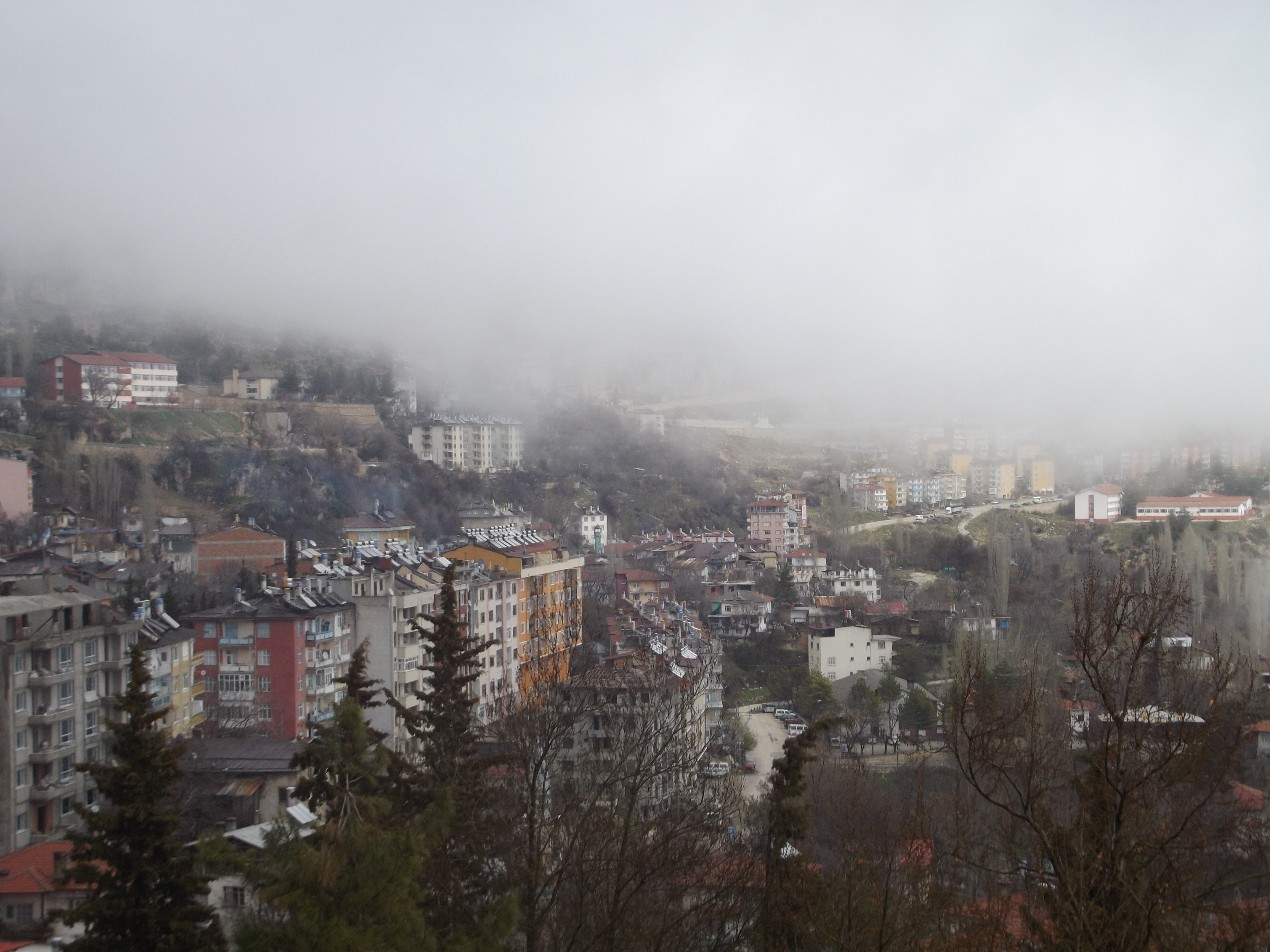
埃爾梅內克

埃爾梅內克是土耳其的城鎮，由卡拉曼省負責管轄，位於該國南部，面積1,499平方公里，海拔高度1,196米，主要經濟活動有農業、畜牧業和採礦業，2000年人口15,509。

## 外部連結
- District governor's official website（页面存档备份，存于） （土耳其文）
- District municipality's official website（页面存档备份，存于） （土耳其文）
- A web portal about Ermenek （页面存档备份，存于）

36°38′20″N 32°53′33″E / 36.63889°N 32.89250°E